# 刑法典 (ポーランド)
刑法典（けいほうてん、ポーランド語：Kodeks Karny）は、ポーランドの刑法典である。しばしばKKと略される。近代のポーランド法制史上、最初の1932年刑法典、ポーランド人民共和国時代の1969年刑法典、現行の1997年刑法典の3つの刑法典が存在する。現行刑法典は、制定以来59回改正されている。刑事訴訟法典と財政刑法典とともに、刑法典はポーランドの刑事司法制度を構成している。

## 歴史的背景

### 1918年以降の状況
第一次世界大戦以降、ポーランドは再び独立を回復した。新政府の最も重要な仕事のひとつは、3国の異なる司法制度から引き継いだ法律を統一することであった。そのため、第一次世界大戦後のポーランドには、5つの異なる制度、すなわち、西部のドイツの制度、南部のオーストリア＝ハンガリー帝国の制度、東部のロシア帝国の制度、中央の以前のポーランド立憲王国の制度、そして、ハンガリーのコモン・ローが使われている南部の2つの地域（OravaとSpisz）の制度が存在した。

### 法典編纂委員会と1932年刑法典
1919年に最初の法典編纂委員会が作られた。委員会は、刑法典の計画を作る部と、民法典の計画を作る部に分けられた。刑法部会の最も有名な委員は、Juliusz Makarewiczである。作業は1931年に終わり、法典は1932年7月11日に成立した。しばしばMakarewicz法典と呼ばれ、1932年刑法典は、ポーランド法学において近代刑法学の優れた模範と理解されている。1932年刑法典は、42章と295条で構成されていた。最初の92条は総則で、色々な用語、条件、刑罰について定めていた。残りの203条は、26章に分類された重罪の目録である。1条は刑事責任を定義し、人は、その人の行為がその行為が行われたときに刑事犯を構成していた場合にのみ処罰の対象となると規定してあった。この近代刑法の基本原則により、この刑法典は最新の成文法になった。Juliusz Bardachは、法典編纂委員会は、3つの基本理念に従ったために、公平な刑事立法の模範を作ることができたと述べている。それは、主観主義の原則、人道主義の原則、予防措置の導入である。主観主義は、刑事責任は犯罪者の意思または予見にかかっていることを意味する。人道主義は、慎重な判決に表れる。例えば、死刑は5つの犯罪にのみ規定され、すべて自由刑との選択刑であった。予防措置の導入は、多くの法律家から批判されたが、精神障害者や常習犯人を社会から隔離できることを意味する。1930年代後半、ポーランド政府が非常に独裁主義的になったとき、この予防措置は、政権に反対する人を捕えるために用いられた。これは、非常に厳しい収容施設であり、強制収容所とも呼ばれるBereza Kartuska刑務所の創設につながった。

### 第二次世界大戦とその後
1939年9月1日、ポーランドはナチス軍の侵攻にあった。9月17日には、赤軍も侵攻してきた。ポーランドは消滅し、刑法も消滅した。ナチスの占領はポーランド社会にとって非常に厳しいものであり、ユダヤ人はゲットーに住まわされた。その後、ユダヤ人問題の最終的解決が遂行され、ユダヤ人に対するいかなる援助も、死刑に処された。戦争中、罪刑法定主義の原則は何の役にも立たなかった。第二次世界大戦後、ポーランドは全体主義政権による共産主義国となった。新政権は1932年刑法典を維持したが、それはもはや政敵を投獄することを阻止しうるものではなかった。1940年代後半から1950年代前半にかけて特別国家安全保障法が発布され、共産主義者の裁判官は多くの人々に対し、公平な裁判なしに死刑を言い渡すことができた。1956年のPolish Octoberの後、この状況は変化し始めた。

### 1969年刑法典
共産主義政権にとって、民法典の編纂は刑法典の編纂よりはるかに重要だった。小幅な改正の後、この弾力的な1932年刑法典は効力を有し続けた。新法典の制定作業は、1960年代になり、ヴワディスワフ・ゴムウカの下で共産主義政権が成熟してから始まった。Jerzy SawickiとWładysław Wolterが議長となり、法典編纂委員会は1963年に計画を提出したが、進歩的すぎるとして否定された。Andrejewが議長を務めた次の委員会は、1968年に新しい法典の草案を提出した。あまり議論もなく、その法典は翌年施行された。共産主義政権を守るため、1969年刑法典は極めて弾圧的であり、抑圧的なものだった。

### 共産主義の廃止と新刑法典制定作業
1980年代後半、政権が力を失ったとき、刑法改革委員会が作られた。その作業は、共産主義政権が崩壊し、タデウシュ・マゾヴィエツキが首相になった1989年に加速した。委員会は、Kazimierz BuchałaとAndrzej Zollという2人の最も有名な人物に影響を受け、1969年刑法典にとってタブーであった、極めて自由主義的な草案が提出された。

## 1997年刑法典

### 主要な特徴

#### 構成
刑法典は3つの部分に分けられる。「総則」と称される第1部は、法典全体の土台となっている。そこでは基本的な用語や、制裁の種類、刑事責任を問われる局面の規則について定義しており、15の章と116か条から成る。第2部は犯罪の目録であり、それぞれの犯罪に対する刑罰を含んでいる。これは16章から37章までの22の章と117条から316条までの200か条から成る。第3部は、従軍兵士に適用される犯罪について定義しており、7つの章と46か条で構成される。

#### 刑の減免
ヤヌシュ・コハノフスキは、『The Commutation of Penal Liability』の中で、新刑法典の主要な特徴は、3段階の刑事責任の減軽であると述べている。その結果、以前の刑法典と比べ、314種類の犯罪のうち131の類型で自由刑の上限が短くなり、203の類型で自由刑の下限が短くなり、50の類型でその両方が短くなり、8の類型で死刑が廃止された。例えば、スパイ活動の法定刑の上限は、25年から8年と3分の1になり、下限は5年から6月と10分の1になった。

##### 第一段階
- 自由刑の下限を3月から1月に短縮
- 自由制限刑の下限を3月から1月に短縮
- 自由制限刑を減軽
- 死刑と財産押収の廃止
- 公権の強制的剥奪の廃止
- 公権の任意的剥奪の制限
- 指定の地位や専門職につくことの禁止を廃止
- 判決が公に知られる可能性を制限
- 自由刑への罰金刑の強制的付加を廃止
- 25年の有期刑または無期刑への罰金刑の付加の可能性を廃止

##### 第二段階
- 少年（13歳から17歳）の責任を緩和
- 若者（17歳から21歳）の責任を緩和
- 幇助者の刑の特別減軽を可能にする
- 単なる協力者の刑の特別減軽を可能にする
- 刑の特別減軽の利用拡大
- 刑の免除の利用拡大
- 刑の加重の利用制限
- 刑事訴訟の条件付停止の利用拡大
- 判決言い渡しの条件付停止の利用拡大
- 仮釈放の利用拡大
- 予防措置の利用制限
- 時効と有罪判決名簿への登録削除までの期間の短縮

##### 第三段階
- 軽い刑や刑の回避の指示
- 人道主義の原則
- 有罪制限の原則

### 刑罰
32条は刑罰が規定されている。

#### 罰金
罰金には、一定額のものと日割のものがある。後者は、裁判所はまず何日分（10日から540日まで）の収入を支払うかを決め、その後、その犯罪者の日割りの収入（10ズウォティから2000ズウォティ）を決定する。減軽や加重がされない限り、犯罪者の収入に応じて100ズウォティから1080000ズウォティまでの罰金が科される。

#### 自由制限刑
この刑の主目的は地域奉仕刑の導入にあったが、犯罪者の同意が必要であるため、あまり使われていない。自由制限刑は1か月から12か月間続く。犯罪者は、裁判所の承諾がなければ居住場所を変えることができず、定められた仕事（1月あたり20時間から40時間、または給料の10%から25%）をする義務を負い、刑の遂行について特定の施設に報告しなければならない。

#### 自由刑
自由刑の下限は1か月であり、上限は15年である。仮釈放は、宣告刑の3分の2を超えれば許可される。

#### 25年の自由刑
最も重い犯罪に対してこの刑が規定されている。54条は、18歳未満の犯罪者には無期刑を宣告することができないと規定しているので、その場合、この刑が最も重い刑となる。15年を超えると仮釈放が認められる。

#### 無期刑
この最も過酷な刑は、侵略戦争の開始（117条）や、大量虐殺（123条）、国家に対する謀議（127条）、殺人（148条）等の、最も重い犯罪に対して規定されている。25年を超えれば仮釈放が認められる。

### トリビア

#### 殺人罪
刑法典には、3種類の殺人罪が148条、149条、150条に規定されている。148条1項は、基本的な殺人について規定しており、法定刑は8年以上の自由刑、25年の自由刑または無期刑である。2項と3項は、特別に残虐な場合、銃や爆発物を用いた場合、人質を取った場合、強姦した場合、強盗をした場合、犠牲者が複数の場合、または再犯の場合に、より厳しい刑を定めている。これらの場合、自由刑の下限は25年に引き上げられる。他方、4項は激情に駆られた殺人の場合に、刑の減軽が規定されている。そのような理由の場合、裁判所は1年から10年の自由刑を宣告することができる。
149条と150条は、2種類の特別な殺人について定めている。どちらも、刑は相当減軽される。母親による、新生児に対する殺人は、3か月から5年の自由刑に処される。同様に、安楽殺人についても3か月から5年の自由刑に処される。後者の場合、裁判所はさらに刑の減軽をすることが可能であり、刑を免除することもできる。

## さらなる発展
数多くの改正により、刑法典は最初の明快さを失っている。そのため、法律家の中には、最近のEUの規則に整合的な、全く新しい刑法典及び刑事訴訟法典を要求する者もいる。